# 杜布沙里
48°50′43″N 24°5′53″E / 48.84528°N 24.09806°E
杜布沙里（烏克蘭語：Дубшари），是烏克蘭西部的村莊，隸屬伊萬諾-弗蘭科夫斯克州的卡盧什區。該村始建於1390年，面積7.91平方公里，2001年人口153。